# WCW Chi-Town Rumble
Chi-Town Rumble fue un evento de lucha libre profesional emitido por PPV producido por la National Wrestling Alliance y la World Championship Wrestling. Tuvo lugar el 20 de febrero de 1989 desde el UIC Pavilion en Chicago, Illinois.

## Resultados
- Michael Hayes derrotó a Russian Assassin #1 (con Paul Jones) (15:48)
  - Hayes cubrió a #1.
- Sting derrotó a Butch Reed (con Hiro Matsuda) (20:07)
  - Sting cubrió a Reed con un "Sunset Flip".
- The Midnight Express (Bobby Eaton y Stan Lane) y Jim Cornette derrotaron a The Original Midnight Express (Jack Victory y Randy Rose) y Paul E. Dangerously en un Loser Leaves NWA match (15:51)
  - Lane cubrió a Rose después de un "Double Flapjack".
  - Victory estaba reemplazando a Dennis Condrey, quien había sido despedido.
- Mike Rotunda derrotó a Rick Steiner (con Scott Steiner), ganando el Campeonato Mundial de la Televisión de la NWA (16:21)
  - Rotundo cubrió a Rick cuando falló un "Sleeperhold".
- Lex Luger derrotó a Barry Windham (con Hiro Matsuda), ganando el Campeonato de los Estados Unidos de la WCW (10:43)
  - Luger cubrió a Windham.
- The Road Warriors (Hawk y Animal) (c/Paul Ellering) derrotó a The Varsity Club (Steve Williams y Kevin Sullivan), reteniendo el Campeonato Mundial en Parejas de la NWA (8:27)
  - Hawk cubrió a Sullivan después de una "Flying Clothesline".
- Ricky Steamboat derrotó a Ric Flair ganando el Campeonato Mundial de los Pesos Pesados de la NWA (23:18)
  - Steamboat cubrió a Flair con un "Small Package".